# بريان كالدويل
بريان كالدويل (بالإنجليزية: Bryan Caldwell)‏ هو لاعب كرة قدم أمريكية أمريكي، ولد في 6 مايو 1960 في أوكلاند في الولايات المتحدة، وتوفي في 3 يناير 2015 في باي سيتي في الولايات المتحدة بسبب لمفوما.

## وصلات خارجية
- بريان كالدويل على موقع مرجع كرة القدم المحترفة.كوم (الإنجليزية)